# Moritz Schreber
Pour les articles homonymes, voir Schreber.
Daniel Gottlob Moritz Schreber, né le 15 octobre 1808 à Leipzig, où il meurt le 10 novembre 1861, est un médecin et éducateur saxon, professeur à l'université de Leipzig. 

## Biographie

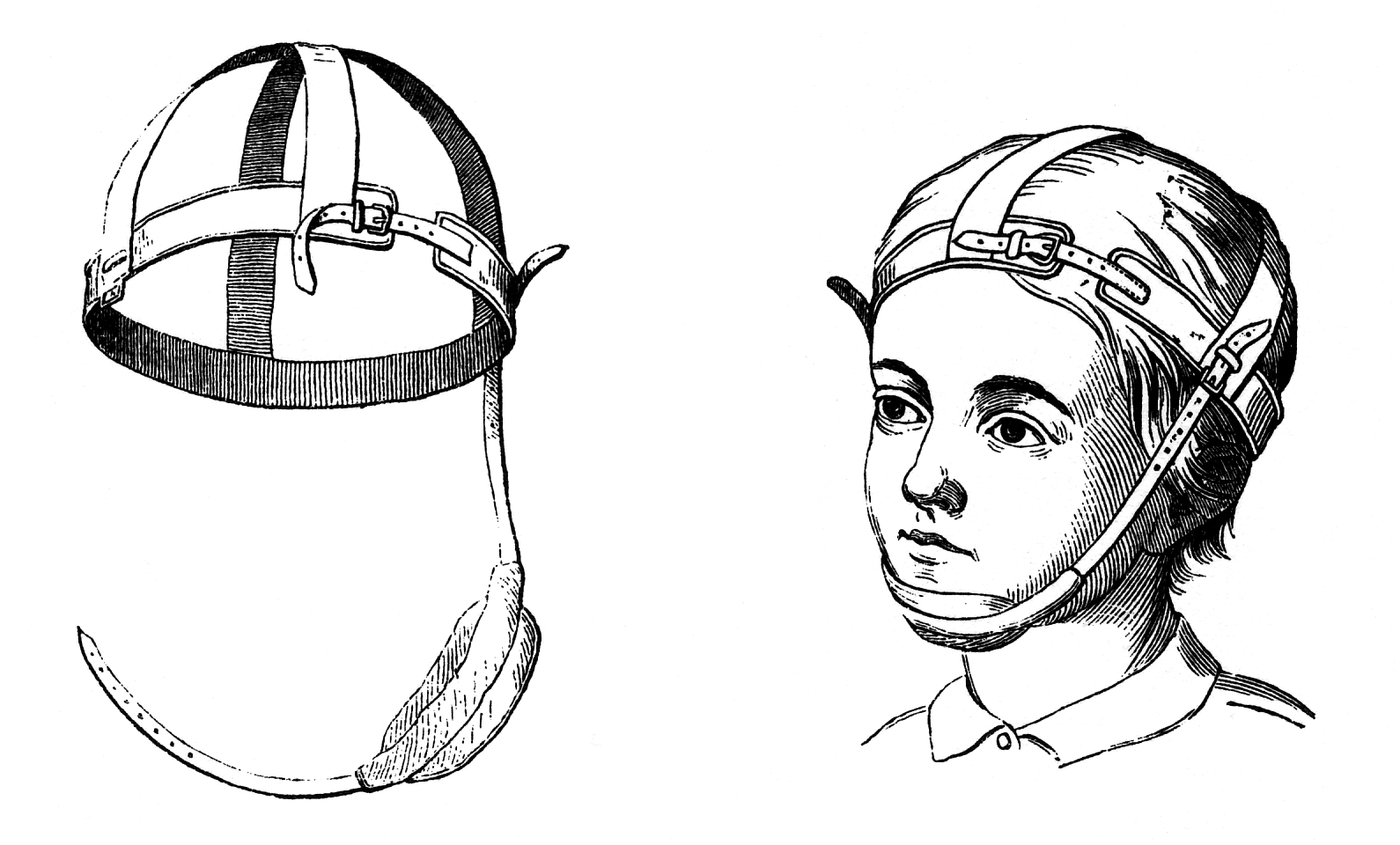
Appareil de Moritz Schreber pour empêcher les enfants d'ouvrir la bouche

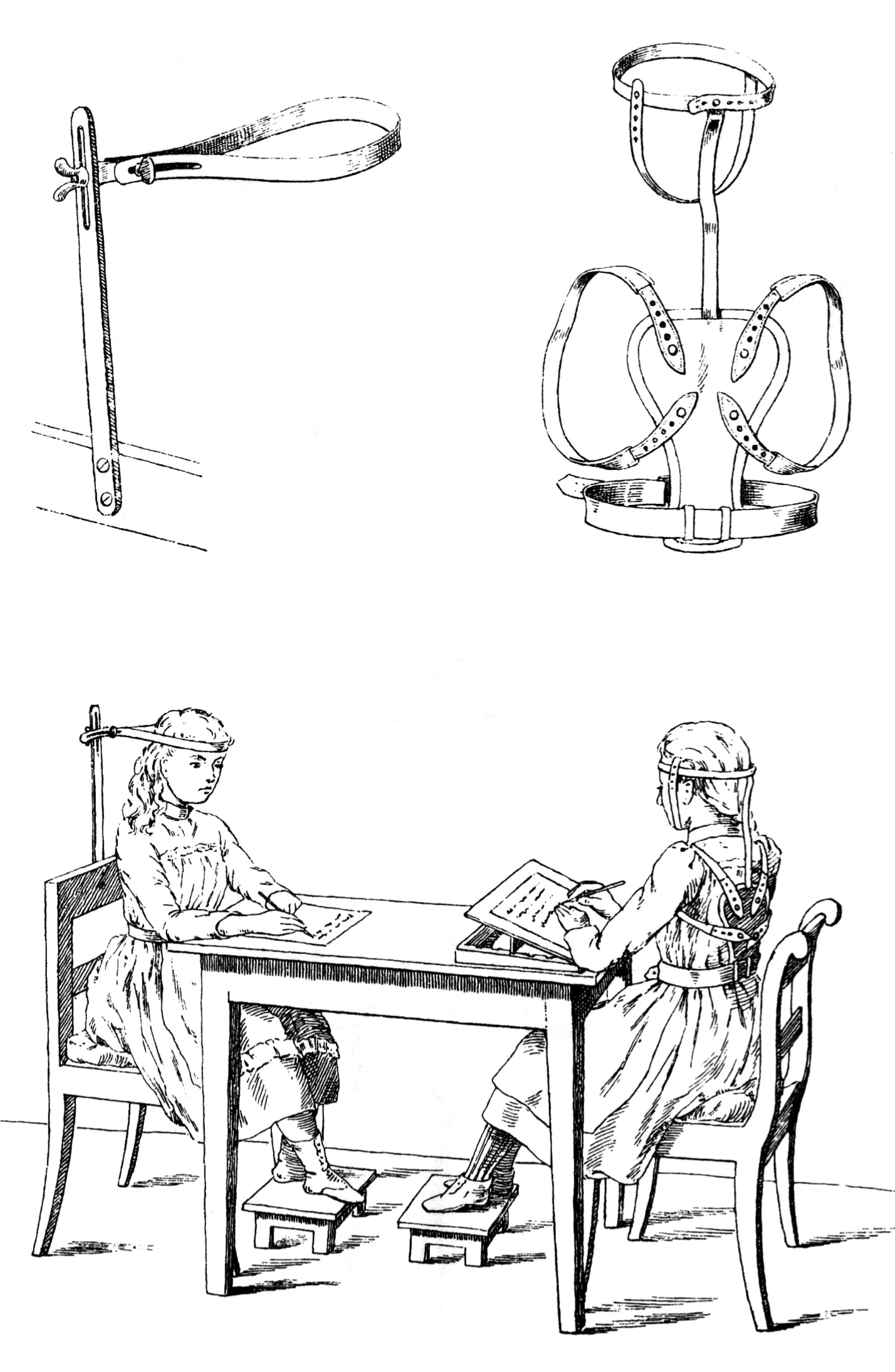
Appareil de Moritz Schreber pour obliger les enfants à se tenir droits

Les publications de Moritz Schreber traitent principalement de la santé des enfants et des conséquences sociales de l'urbanisation due à la Révolution industrielle.
Il est à l'origine de jardins familiaux, les Schrebergarten, destinés à l'exercice physique. Adepte de méthodes coercitives que Katharina Rutschky qualifiera plus tard de Schwarze Pädagogik (« pédagogie noire »), Moritz Schreber est l'inventeur d'instruments et d'appareils visant à corriger les enfants. Il préconise également l'usage des bains glacés à titre d'outil éducatif.
Marié à Pauline Haase (1815-1907), il a eu trois filles et deux fils. L'aîné, Daniel Gustav (1839–1877), s'est suicidé. Le cadet, Daniel Paul Schreber (1842-1911), est l'un des cas étudiés par Freud dans Cinq psychanalyses. Freud ne l'a jamais rencontré mais base son étude sur les Mémoires d’un névropathe. À sa suite, Lacan et Deleuze ont étudié le cas de Daniel Paul Schreber.

## Publications
- Die Eigenthümlichkeiten des kindlichen Organismus im gesunden und kranken Zustande (1852)
- Der Hausfreund als Erzieher und Führer zu Familienglück und Menschenveredelung (1861)
- Die ärztliche Zimmergymnastik (1855); sur Gutenberg
- Kallipädie oder Erziehung zur Schönheit durch naturgetreue und gleichmässige Förderung normaler Körperbildung, lebenstüchtiger Gesundheit und geistiger Veredelung und insbesondere durch möglichste Benutzung specieller Erziehungsmittel (Leipzig, 1858)